# Planinasus shannoni
Planinasus shannoni är en tvåvingeart som först beskrevs av Malloch 1934.  Planinasus shannoni ingår i släktet Planinasus och familjen savflugor.
Artens utbredningsområde är Peru. Inga underarter finns listade i Catalogue of Life.